# Кастелну
Кастелну (фр. Castelnou) насеље је и општина у јужној Француској у региону Лангдок-Русијон, у департману Источни Пиринеји која припада префектури Перпињан.
По подацима из 2011. године у општини је живело 360 становника, а густина насељености је износила 18,67 становника/km². Општина се простире на површини од 19,28 km². Налази се на средњој надморској висини од 446 метара (максималној 444 m, а минималној 111 m).

## Демографија
| 1962. | 1968. | 1975. | 1982. | 1990. | 1999. | 2011. |
| ----- | ----- | ----- | ----- | ----- | ----- | ----- |
| 160   | 173   | 159   | 152   | 277   | 331   | 360   |

График промене броја становника у току последњих година